# خانه‌نشین (فیلم)
خانه‌نشین (به انگلیسی: Housesitter) فیلمی محصول سال ۱۹۹۲ و به کارگردانی فرانک اوز است. در این فیلم بازیگرانی همچون استیو مارتین، گلدی هان، دینا دلانی، جولی هریس، دونالد موفات، پیتر مک‌نیکول و کریستوفر دورانگ ایفای نقش کرده‌اند.